# Lloyd Miller (Musiker)
Lloyd Clifton Miller (* 11. November 1938 in Glendale; † 27. Dezember 2024) war ein US-amerikanischer Musikethnologe, Arrangeur, Komponist und Multiinstrumentalist (u. a. Zarb, Oud, Kamantsche, Sehtar, Santur, Piano, Klarinette, Flöten, Bass, Tabla, Gesang, Perkussionsinstrumente), der als einer der Pioniere des Ethno-Jazz gilt.

## Leben und Wirken
Miller wuchs in Glendale auf und lernte als Kind autodidaktisch Piano, C-Melody-Saxophon und Banjo. Beeinflusst durch die Schallplattensammlung seines Vaters, eines professionellen Klarinettisten, orientierte er sich stilistisch zunächst an Musikern wie George Lewis, Johnny Dodds und später an Jimmy Giuffre. Seine Mutter war Pianistin und Balletttänzerin. Mit seinem Jugendfreund Spencer Dryden, der später Schlagzeuger bei Jefferson Airplane war, spielte er in den späten 1940ern frühen Jazz in der Band Smog City Syncopaters. An der Todd School for Boys in Woodstock (Illinois) spielte er Kontrabass in der Schulband. 1950 nahm er zusammen mit einem Banjospieler eine erste 78er im Dixieland-Jazz-Stil auf. 1951 nahm ihn sein Vater mit nach New Orleans, wo er den Klarinettisten Alphonse Picou live erlebte und George Lewis kennenlernte, der ihn ermutigte, eine Karriere als Musiker anzustreben.
Das Jahr 1957 verbrachte er mit seiner Familie im Iran, was sein Interesse für traditionelle Musikinstrumente des Nahen Ostens und Asiens weckte. 1958 trat Miller in Iran und in Beirut in Hotels auf und war als Arrangeur für verschiedene libanesische Jazzensemble tätig. Von 1958 bis 1963 Jahre studierte er in Europa und verdiente sich in dieser Phase seinen Lebensunterhalt als Jazzmusiker; er hielt sich in dieser Phase nicht nur in Genf und Paris auf, wo er Orientalistik studierte, sondern reiste zunächst durch Westdeutschland, die Schweiz, Schweden und Belgien. Im Frankfurter Domicile giggte er mit Peter Trunk und Albert Mangelsdorff, um dann im Mainzer Jazzkeller im Trio mit Maffy Falay und George Solano zu arbeiten, mit dem bei Sessions auch Don Ellis und Eddie Harris spielten und das auch andernorts auftrat. In Schweden arbeitete er mit Bernt Rosengren, Lennart Jansson, Lars Färnlöf und Conny Lundin. Mit Jansson, Solano und Freddie Deronde bildete er ein International Jazz Quartet, das 1960 in Belgien auftrat und gelegentlich durch Philip Catherine verstärkt wurde. Das Quartett wurde auf das Comblain Jazz Festival eingeladen. Miller ging dann nach Paris, wo er im Mars Club Arbeit fand. Außerdem konnte er gelegentlich im Pariser Jazzclub Blue Note als Pianist bei Kenny Clarke einsteigen. Er befreundete sich mit Jef Gilson und nahm 1961 mit dessen Septett auf; auch entstanden erste Aufnahmen eigener Titel wie Pentalogic und Sahar-E Meh-Alude, die 1965 auf dem Album Oriental Jazz veröffentlicht wurden. In Paris studierte er bei Dariush Safvat und Tran Van Khe am Centre d'étude de la musique orientale im Institut de Musicologie der Sorbonne und auch bei Émile Benveniste. In seiner Zeit in Europa entstanden auch (private und lange Zeit unveröffentlichte) Aufnahmen in Schweden und Belgien u. a. mit Bernt Rosengren, Freddie Deronde, Jacques Pelzer und Philip Catherine.
Nach seiner Rückkehr in die Vereinigten Staaten lebte er in Utah und studierte an der Brigham Young University in Provo. Dort stellte er die Formation Oriental Jazz Quartet zusammen, u. a. mit dem Pianisten Press Keys. Mitte der 1960er Jahre erschien sein Debütalbum Oriental Jazz. Die Aufnahmesession seines wohl bekanntesten Titels Gol-e Gandom (eine persische Ballade) wurde auch in regionalen Fernsehsendern gezeigt. Bei den Intercollegiate Jazz Festivals in Salt Lake City erhielt er von 1967 bis 1969 Auszeichnungen als bester Arrangeur/Komponist und Vokalist.
1967 setzte Miller seine Studien an der University of Utah in Salt Lake City fort, wo er 1969 den Master in Middle East Studies erwarb, um anschließend mit der Arbeit Philosophical and Structural Analysis of Persian Avazüber persische Musik zu promovieren. Um 1970 erhielt er ein Stipendium für Forschungen in Iran; in den folgenden sieben Jahren reiste er durch Afghanistan, Pakistan, Libanon und die Türkei, ansonsten lebte er in Teheran, wo er als Kulturjournalist für englische Verlage wie für das in Beirut erschienene Magazin Middle East Sketch tätig war. In dieser Zeit hatte er unter dem Pseudonym Kurosh Ali Khan eine eigene Jazz-Fernsehsendung bei NIRTV in Teheran, in der er auch Jazz-Improvisationen auf der Oud und dem Kontrabass vorstellte. 1977 kehrte er in die Vereinigten Staaten zurück, wo er in seiner Doktorarbeit Music and Song in Persia: The Art of Avaz das Ergebnis seiner Feldforschung zusammenfasste. In seinen späteren Jahren lebte er in Utah, wo er in zahlreichen Jazzbands und in Ensembles, die asiatische Musik interpretieren, arbeitet. Daneben war er als Arrangeur und Komponist für verschiedene Orchester tätig; so arrangierte er für die Utah Symphony Bunk Johnsons Closer Walk with Thee, King Olivers Dippermouth Blues und Bix Beiderbeckes Jazz Me Blues und für die Colorado Springs Symphony A Night in Tunisia.
2007 legte Miller seine Autobiographie vor, Sufi, Saint and Swinger: A Jazzman’s Search for Spiritual Manifestations in Many Nations; 2009 arbeitete er mit den britischen Formationen Nostalgia ’77 und The Heliocentrics zusammen. 2010 wurde ein gemeinsames Album mit den Heliocentrics veröffentlicht.

## Publikationen (Auswahl)
- mit James Skipper: Sounds of Black Protest in Avantgarde Jazz. In: The Sounds of Social Change. Hrsg. von R. Serge Denisoff und Richard Peterson. Chicago, Rand McNally 1972.
- The Center for Preservation and Propagation of Iranian Music. Eastern Arts, Salt Lake City 1977.
- Persian Music. Eastern Arts, Salt Lake City/Utah 1991.
- Music and song in Persia. The art of āvāz. University of Utah Press, Salt Lake City 1999.

## Diskografische Hinweise
- Lloyd Miller with Jazz Greats in Europe I (1950s & 1960s) mit Jef Gilson, Bernt Rosengren, Lars Fernlov, Simor Ostervald
- Lloyd Miller with Jazz Greats in Europe II (1960/61), mit dem International Jazz Quartet, Lennart Jansson, Connie Lundin, Freddie Deronde, Jacques Pelzer, Philip Catherine
- Jef Gilson avec Lloyd Miller & Hal Singer (Kindred Spirits, 1962?)[10]
- The Near and Far East (East-West Records, 1966)
- Mike Johnson Jazz at the University of Utah  (East-West Records, Kompilation)
- A Lifetime in Oriental Jazz (2009, Kompilation)
- Lloyd Miller & The Heliocentrics (Strut, 2010)

## Filmographie
- Lloyd Miller NIRTV shows, (Teheran 1970er Jahre)
- Lloyd Miller Trio on NIRTV, (Teheran 1970er Jahre)
- Oriental Jazz Lloyd Miller on KBYU, KUER & NIRTV (1960/70er Jahre)
- The Lloyd Miller Trio (2010) mit Jake Ferguson, Malcolm Catto